# How Do I Love Thee?
Pour plus de détails, voir Fiche technique et Distribution.
How Do I Love Thee? est un film américain réalisé par Michael Gordon, sorti en 1970.

## Synopsis
Un poète perd toute crédibilité lorsqu'on apprend que le poème qu'il a présenter lors d'un concours s'avère être en fait un sonnet d'Elizabeth Barrett Browning.

## Fiche technique
- Titre original : How Do I Love Thee?
- Réalisation : Michael Gordon
- Scénario : Everett Freeman et Karl Tunberg d'après le roman Let Me Count the Ways de Peter De Vries
- Photographie : Russell Metty
- Montage : Ronald Sinclair
- Musique : Randy Sparks (en)
- Direction artistique : Walter M. Simonds
- Décors : Ned Parsons
- Costumes : Moss Mabry
- Producteurs : Robert Enders et Everett Freeman
- Société de production : ABC Pictures
- Société de distribution : Cinerama Releasing Corporation
- Pays d'origine : États-Unis
- Langue : anglais
- Format : Couleurs  (Metrocolor) - 35 mm - Mono
- Genre : Comédie dramatique
- Durée : 110 minutes
- Date de sortie : octobre 1970

## Distribution
- Jackie Gleason : Stanley Waltz
- Maureen O'Hara : Elsie Waltz
- Shelley Winters : Lena Mervin
- Rosemary Forsyth : Marion Waltz
- Rick Lenz (en) : Tom Waltz
- Don Beddoe : Dr. Littlefield